# Hyphessobrycon latus
Hyphessobrycon latus är en fiskart som beskrevs av Fowler, 1941. Hyphessobrycon latus ingår i släktet Hyphessobrycon och familjen Characidae. Inga underarter finns listade i Catalogue of Life.